# Lannuste
Koordinaten: 58° 52′ N, 23° 37′ O
Lannuste (deutsch Lanuste) ist ein Dorf (estnisch küla) in der Stadtgemeinde Haapsalu (bis 2017: Landgemeinde Ridala) im Kreis Lääne in Estland.
Der Ort hat dreizehn Einwohner (Stand 31. Dezember 2011).